# Camilla de Castro
Camila de Castro (nata Alessandro Caetano Kothenborger; San Paolo del Brasile, 20 aprile 1979 – San Paolo del Brasile, 26 luglio 2005) è stata un'attrice pornografica brasiliana transessuale.

## Carriera
Lavorò sin da giovanissima per diversi fotografi come modella, per farsi conoscere poi dal pubblico televisivo con una rubrica Camilla Quer Cesar del programma Superpop di RedeTV!. Era, inoltre, divenuta un'icona per la comunità LGBT del suo paese. Prima della sua tragica morte, le era stato proposto di condurre un reality show della TV brasiliana.
Il 26 luglio 2005, in un periodo di forte abuso di sostanze stupefacenti e probabilmente in stato di profonda alterazione mentale, decise di togliersi la vita, lanciandosi dal balcone di un palazzo di Piazza Franklin Roosevelt, nel centro di San Paolo. Il caso fu registrato dalla Polizia Civile come "morte da chiarire".
Fu seppellita nel cimitero di Biritiba Mirim, a circa 70 km da San Paolo.

## Filmografia
Camilla de Castro ha lavorato in molti film transessuali per soli adulti, tra i quali:
- Big Ass She-Male Road Trip
- Females & She-Males Only #7
- Freaky She-Male Farmgirls
- My Girlfriend's Cock #2
- Naughty Transsexual Nurses
- Perfect #10
- Rogue Adventures #10
- Tranny World XXX Tour #3
- Sneaky She-Males
- Teenage Transsexual Nurses #3
- TGirl Fantasies, #5
- Trans Amore 12
- Transposed #3
- Sluts with Nuts #4